# Paszargadai
Paszargadai (perzsául: پاسارگاد – Pászárgád) ókori perzsa város volt a Zagrosz-hegységben, a mai iráni Fars tartományban.

## Fekvése
Siráztól északkeletre fekvő település. 

## Története
Paszargadait Sztrabón szerint Nagy Kürosz alapította a hagyomány szerint azon a helyen, ahol Asztüagész felett döntő győzelmet aratott. Neve magyarul perzsa tábort jelent.
Plutarkhosz ókori görög történetíró írta I. Artaxerxész perzsa király életéről szóló munkájában, hogy a Óperzsa Birodalom királyainak Paszargadai ősi fővárosába kellett járulniuk a koronázási szertartásra. 
A város a Perzsa Birodalom első királyi székhelyeként is számon tartott az Akhaimenida-dinasztia korában. 
A fallal körülvett város északi részén fekvő dombon emelkedett a citadella. Ettől délre volt található az a monumentális, 22X26,5 m-es kapu, melyet bikaszobrok és szárnyas géniuszokat ábrázoló domborművek díszítettek. 
Épületei közül ismertek még a 14 méter magas „Salamon börtöne” torony, valamint a kaputól nyugatra álló paloták és fogadócsarnokok, továbbá Kürosz sírja a palotáktól délre. 
Paszargadai területén Kürosznak és fiának Kambüszésznek pompás palotáiból ma már csak az alapokat, itt-ott szobormaradványokat és az oszlopcsarnokok romjait láthatjuk.

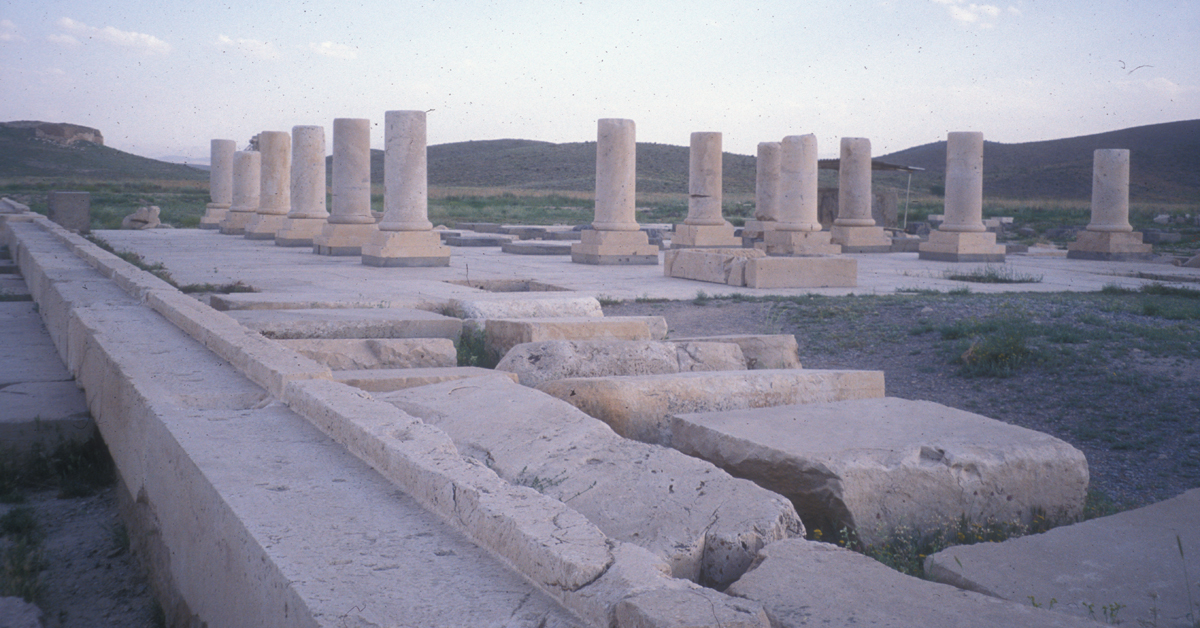
Paszargadai romjai

A paszargadai palota a perzsa uralkodók első nagyszabású palotaegyüttese volt. 
A természetes terasz tetején elhelyezkedő épületcsoport részeinek: az Alsó és Felső palotának, valamint a bejárati oszlopcsarnoknak  az oszlopos-gerendázatos szerkezet adott hangsúlyt.
Az alsó-palota, melyet fogadócsarnokként használtak egyetlen oszlopos teremből állt, melyhez kívülről kettős oszlopsorú tornácok csatlakoztak. Ezt a jellegzetes perzsa épülettípust nevezték apadánának.

## Nagy Kürosz síremléke

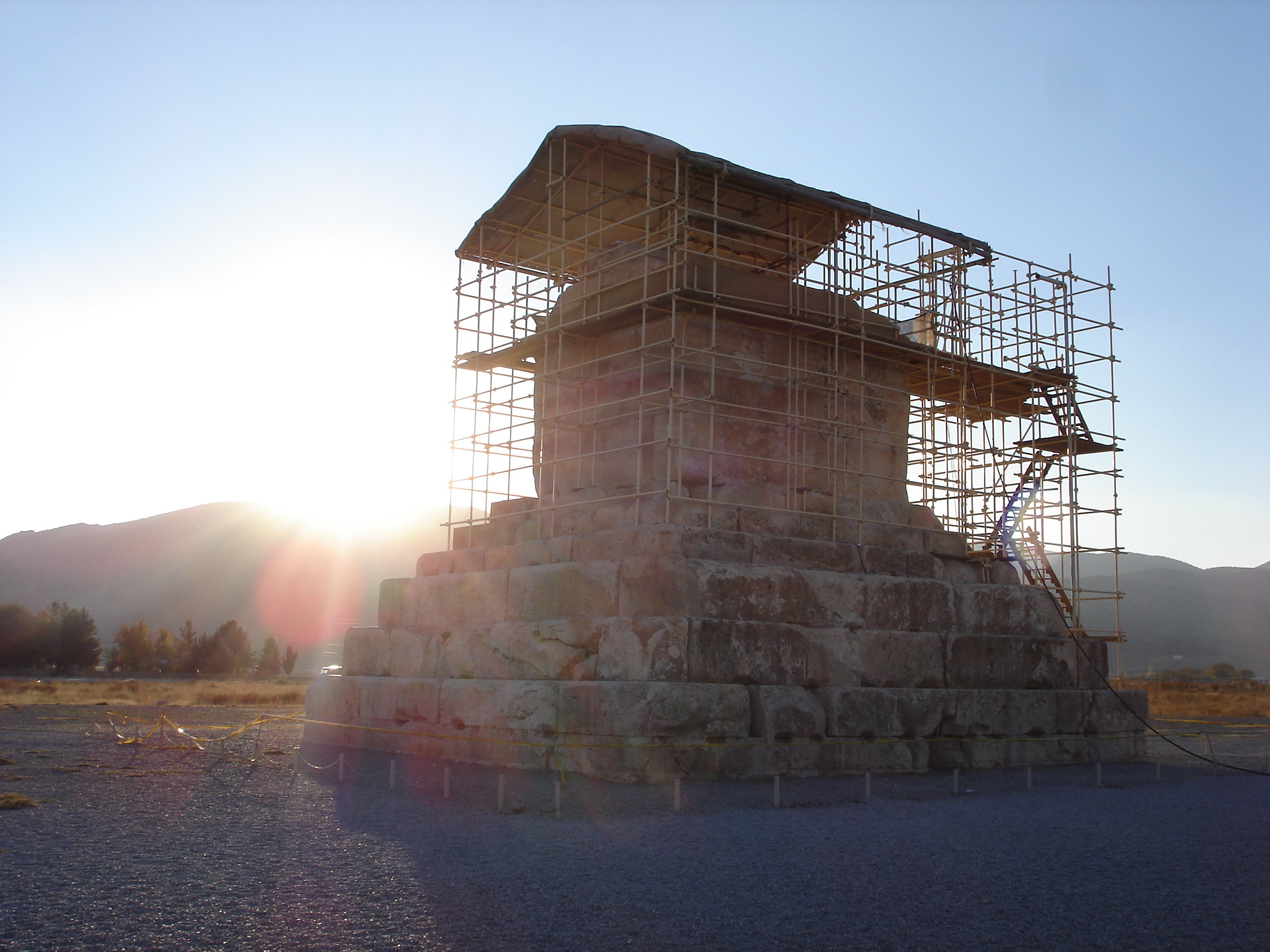
Nagy Kürosz sírja restaurálás alatt

Nagy Kürosz (i. e. 6. század) az Óperzsa Birodalom megalapítója volt. 
A masszagéták ellen a Szir-Darjánál vívott ütközetben halt meg. Fia és örököse, II. Kambüszész volt, aki Egyiptomot hódította meg.
Kürosz síremléke Paszargadai palotáitól délre található. A hatlépcsős piramis tetején zömök
lábakon álló sírház körül egykor oszlopsoros kerengő és előtér állt, melynek mára csak romjai maradtak, de így is következtetni lehet az eredeti létesítmény monumentalítására. Az épület a zikkuratokra (régi babiloni terasztemplomokra) emlékeztet. Az épület Nagy Sándor korában még háborítatlan formájában megvolt. 
Sztrabón  így számolt be Nagy Sándor perszepoliszi és paszargadai látogatásáról: 
"Alexandros a persepolisi királyi palotát fölgyújtatta, hogy bosszút álljon a hellénekért, akiknek templomait és városait a perzsák tűzzel vassal pusztították. Aztán Pasargadába ment; ez is ősi királyi székhely volt. Itt egy kertben látta Kyros sirját is, egy sűrű fák között elrejtett nagy tornyot, mely alul tömör, felül pedig tetővel volt borítva, s benne egy kamra nagyon szűk bejárattal, s ezen Aristobulos, mint mondja, a király parancsára be is ment, s a síremléket feldíszítette. Látott ott egy aranyágyat, egy asztalt serlegekkel, egy aranykoporsót, sok ruhát és drágakövekkel kirakott ékszert. Az első bentlétekor tehát ezt látta; később azonban a sírt kifosztották."
Paszargadai és környéke ma ásatási terület, és az UNESCO világörökségéhez tartozik.

## Lásd még
- Perszepoliszi parti